# Bankura
Bankura est une ville indienne située dans le District de Bankura dans l'Etat du Bengale-Occidental. En 2011, sa population, était de 138 036 habitants.